# Sport en Corée du Nord
Cet article se penche sur la description du sport en Corée du Nord.

## Compétitions

### Jeux olympiques
La Corée du Nord a remporté en 2006 8 médailles d’or, 12 d’argent et 30 en bronze aux différents Jeux olympiques (reconnue par le Comité international olympique (CIO) depuis 1957).
En 2000, 2004 et 2006 lors des cérémonies d’ouverture des Jeux olympiques les deux Corée ont défilé ensemble mais étaient séparées pour les épreuves sportives. Les délégations du Nord et du Sud ont à nouveau défilé ensemble lors de la cérémonie d’ouverture des Jeux olympiques de Turin le 12 février 2006. Il est envisagé de constituer une seule équipe nationale commune aux deux Corée aux Jeux olympiques d’été de 2008. Le 27 novembre 2006, la Corée du Sud a accepté la proposition de la Corée du Nord que les deux équipes défilent ensemble lors de l’ouverture des Jeux asiatiques. Une rencontre entre les comités olympiques des deux Corée a eu lieu, à Lausanne, le 5 septembre 2006, dans l’objectif de constituer une seule équipe coréenne aux Jeux olympiques de Pékin. À cette occasion, « le CIO se félicite que le sport et l’idéal olympique puissent amener à la constitution d’une équipe unifiée et souhaiterait remercier les deux délégations de leur engagement et de leurs efforts pour atteindre cet objectif ».

### Football
La victoire de la Corée du Nord sur l'Italie lors de la coupe du monde de football de 1966, a fait l'objet d'un film de Daniel Gordon qui a rencontré en octobre 2002 ceux des joueurs nord-coréens de la coupe du monde de 1966 qui étaient encore en vie, dont les joueurs vedettes Pak Doo-ik et Pak Seung-jin. Le film, intitulé « The game of their lives » (« Le match de leurs vies ») a été projeté en Corée du Nord et en Corée du Sud et a reçu le prix du meilleur documentaire sportif de la télévision britannique et le site en anglais du film.  Pour la première fois, une nation asiatique se qualifiait pour les quarts de finale d'une coupe du monde de football. L'équipe féminine de football espoir (moins de 21 ans) est devenue championne du monde après sa victoire 5-0 contre la Chine le 3 septembre 2006. Dans un pays où le football est très populaire, le stade Rungrado à Pyongyang compte 150 000 places, ce qui en fait un des cinq plus grands stades au monde.

#### La Corée du Nord au mondial de la FIFA de 2010

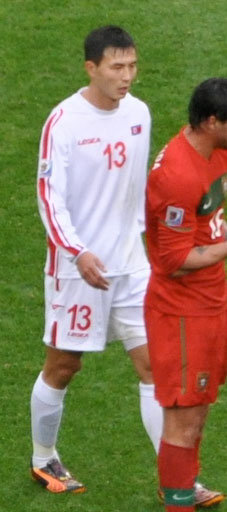
Pak Chol-jin, joueur de football nord-coréen, durant le match contre le Portugal, le 21 juin 2010.

L'équipe de football de la Corée du Nord est la deuxième équipe qualifiée pour la coupe du monde de football de la FIFA de 2010, et dans les quatre équipes qualifiées de la zone Asie (AFC).
Dans le groupe G, Les Brésiliens battent difficilement les Nord-Coréens 2-1 lors du premier match, but de Ji Yun-nam pour la Corée du Nord. Les Portugais réalisent une victoire impressionnante 7-0 contre la Corée du Nord. La Cote-d'Ivoire bat la Corée du Nord 3-0.
Le match joué contre le Portugal a été exceptionnellement diffusé en Corée du Nord, alors qu'aucun programme étranger n'est habituellement diffusé par la télévision d'État, mais la retransmission a été interrompue lorsque les joueurs nord-coréens perdaient déjà 4 à 0.

### Arts martiaux

#### Présentation générale
Un des principaux sports nationaux est, comme en Corée du Sud, le taekwondo. Du 22 au 29 août 2006, la Corée du Nord a accueilli les seconds jeux internationaux d’arts martiaux, avec plus de 1 000 participants d’une soixantaine de pays.
Le grand-maître Yoon Byung-in, premier nord-coréen à avoir introduit le kung fu dans son pays après la Seconde Guerre mondiale, a rejoint en 1951 la Corée du Nord, où il a contribué à la diffusion du taekwondo.
L'un des sports de combat coréens traditionnel, le thaekgyon, a inspiré le film nord-coréen Pyongyang Nalpharam de Phyo Kwang et Maeng Chil-min, présenté au festival international du film de Pyongyang en septembre 2006.

#### Taekwondo
Les taekwondoïstes nord-coréens sont affiliés à la Fédération internationale de taekwondo (acronyme anglais : ITF), créée le 11 avril 1955 à Séoul par le général Choe Hong-hui, père fondateur du taekwondo.
Après que le général Choe eut effectué une démonstration de taekwondo en Corée du Nord en 1966 et favorisé le développement du taekwondo dans les pays d'Europe de l'Est, le gouvernement militaire sud-coréen a encouragé l'essor d'une fédération internationale concurrente de l'ITF, la Fédération mondiale de taekwondo (acronyme anglais : WTF).
En 2006, le quarantième anniversaire de la fondation de l'ITF, qui regroupe plus de 120 associations nationales dans le monde, a été célébré à Pyongyang, en présence notamment de délégations américaines et sud-coréennes.

### Athlétisme
Lors des Jeux universitaires mondiaux 2007, les Nord-Coréennes Kim Kum-ok et Jong Yong-ok ont obtenu, respectivement, la médaille d'or et la médaille de bronze dans l'épreuve du semi-marathon.

### Tennis de table
Les coréennes ont été pendant longtemps parmi les meilleures joueuses de tennis de table. Elles ont été cinq fois vice-championnes du monde par équipes. Elles ont même réussi l'exploit de battre les chinoises en 1991 sous bannière unifiée avec la Corée du sud. Cet événement n'a été reproduit qu'une seule fois en 2010 par Singapour. 
Lors des championnats du monde 2006 féminins de tennis de table, les Françaises ont perdu face aux Nord-Coréennes (3-0).

### Haltérophilie
Le Nord-Coréen Cha Kum-choi a obtenu la médaille d'or dans la catégorie des 56 kg, lors des championnats du monde 2007 d'haltérophilie organisés à Chiang Mai. Cha Kum-choi a également obtenu deux médailles d'argent lors de cette compétition. 

### Autres
Les spectacles de masse sont des représentations artistiques mêlant chorégraphie et gymnastique. Depuis 2002, ils se déroulent dans le cadre du festival Arirang.